# Kubinyi Péter
Felső-kubini és deménfalvi Kubinyi Péter (Nyustya, 1765. március 12. – Nyustya 1835.) császári és királyi tanácsos, ügyvéd, több megye táblabírája.

## Élete
Kubinyi Miklós ágostai evangélikus iskolai felügyelő és balatoncsehi Bosnyák Terézia gyermekeként született.
1776-ban Lőcsén tanult, majd 1779-től Késmárkon folytatta iskolai tanulmányait. Ugyanitt 1782-től Fejes György és Szontagh Mihály alatt tanult jogot. Ezek után Pesten lett joggyakornok Semsey András főjegyző alatt.
Tanulmányai befejeztével visszatért megyéjébe, ahol egyháza körül kifejtett tevékenységével tűnt ki. A kishonti ágostai evangélikus egyházkerület egyház- és iskolafelügyelője, valamint az ottani irodalmi intézet igazgatója, és a rozsnyói vasipartársulat alelnöke lett. Ezen kívül Magyar Nemzeti Múzeumnak való 4600 forintos adakozásával szerzett érdemeket. A felvidéki vaskohászat egyik legnagyobb vállalkozója, valamint társalapítója volt a Kishonti Művelt Társaságnak is.

## Művei
- Genealogia familiae de Felső-Kubin. Fratribus suis dicata. Pestini, 1814. Három leszármazási táblával. (2. jav. és bőv. kiadás. Uo. 1824. 3. jav. és bőv. kiadás. Uo. 1831. szerző arcképével)

Cikkei a Solennia Memoriae Anniversariae Bibliothecae Kis-Honthanae című gyűjteményében (III. Pest, 1812. De numis regum Hungariae aeri necdum incisis solemnia natalium bibliothecae Kis-Honthensis publicae tertium celebrantibus die 1. Oct. 1811. dixit; VI. 1816. Descriptio numi aurei hucdum inediti Ludovici I., X. 1818. Monumenta Kis-Honthensia.)
Levelei Horvát Istvánhoz latinul írva Nyustyáról 1817-1834-ig összesen 37 (a Magyar Nemzeti Múzeumban.)